# Tianwen 1
Tianwen 1 (förenklad kinesiska: 天问) tidigare känd som Huoxing 1, är en kinesisk rymdsond som ska utforska planeten Mars. Rymdsonden består av en kretsare, en landare och en rover. Rymdsonden sköts upp den 23 juli 2020, med en Chang Zheng 5-raket från Wenchangs satellituppskjutningscenter i Kina. Den gick in i omloppsbana kring Mars den 10 februari 2021.
Kretsaren studerar planetens magnetfält och yta. Rovern ska studera ytans sammansättning.
Delar av rymdsonden landade i Utopia Planitia på Mars 14 maj 2021.